# The Hoodlum Saint
Pour plus de détails, voir Fiche technique et Distribution.
The Hoodlum Saint est un film américain en noir et blanc réalisé par Norman Taurog, sorti en 1946.

## Synopsis
Terence Ellerton est un ancien journaliste qui rentre chez lui après avoir combattu dans l'armée pendant la Grande Guerre. Il commence une nouvelle vie et est à la recherche d'un emploi. Un jour, il rencontre une belle et riche fille nommée Kay qui deviendra sa carte de visite pour faire partie de ce monde riche et puissant auquel il a toujours aspiré. Entre-temps, il entretient une relation avec la jeune chanteuse Dusty Millard. Il obtient bientôt un emploi dans la rédaction d'un journal, et commence cyniquement à gagner de l'argent à tout prix. Après l'effondrement provoqué par le krach boursier de 1929, il cherche une source de réconfort dans la religion.

## Fiche technique
- Titre original : The Hoodlum Saint
- Réalisation : Norman Taurog
- Scénario : James Hill, Frances Marion (non créditée) et Frank Wead
- Musique : Nathaniel Shilkret
- Direction artistique : Cedric Gibbons et Harry McAfee
- Décorateur de plateau : Edwin B. Willis
- Costumes : Irene et Valles
- Photographie : Ray June
- Montage : Ferris Webster
- Producteur  : Cliff Reid
- Société de production : Metro-Goldwyn-Mayer
- Société de distribution : Loew's Inc.
- Pays de production : États-Unis
- Langue d'origine : anglais américain
- Format : noir et blanc — pellicule : 35 mm — image : 1,37:1 — son : mono (Western Electric Sound System)
- Genre : Drame
- Durée : 91 minutes
- Date de sortie :
  - États-Unis : 4 avril 1946

## Distribution
- William Powell : Terry O'Neill
- Esther Williams : Kay Lorrison
- Angela Lansbury : Dusty Millard
- James Gleason : Snarp
- Lewis Stone : Père Nolan
- Rags Ragland : Fishface
- Frank McHugh : Three Finger
- Slim Summerville : Eel
- Roman Bohnen : Père O'Doul
- Charles Arnt : Secrétaire d'O'Neill
- Louis Jean Heydt : Mike Flaherty
- Charles Trowbridge : oncle Joe Lorrison
- Henry O'Neill : Lewis J. Malbery
- William 'Bill' Phillips : Dave Fernby
- Matt Moore : Père Duffy
- Trevor Bardette : Rabbi Meyerberg
- Addison Richards : Révérend Miller
- Tom Dugan : Buggsy
- Emma Dunn : Maggie
- Mary Gordon : Trina
- Charles D. Brown : Ed Collner
- Byron Foulger : J. Cornwall Travers
- Hope Landin : Mae
- Robert Emmett Keane : Dr Treating O'Neill
- Charles Wagenheim : M. Cohn